# Glenn Bourke
Glenn Bourke (Brighton-Le-Sands, 11 novembre 1960) è un velista australiano.

## Biografia
È figlio del nuotatore e pallanuotista Bruce Bourke, che partecipò ai Giochi olimpici estivi di Londra 1948
Ha rappresentato il Australia ai Giochi olimpici estivi di Barcellona 1992.

## Palmarès
| Mondiali | Mondiali                 | Mondiali | Mondiali |
| Anno     | Luogo                    | Medaglia | Classe   |
| -------- | ------------------------ | -------- | -------- |
| 1988     | Fallmouth ( Regno Unito) | Oro      | Laser    |
| 1989     | Aarhus ( Danimarca)      | Oro      | Laser    |
| 1990     | Newport ( Stati Uniti)   | Oro      | Laser    |
| 1992     | Cadice ( Spagna)         | Argento  | Finn     |